# Muzej osjeta u Splitu
Muzej osjeta, muzej u Splitu. Posvećen je istraživanju glavnih ljudskih osjetila - vida, sluha, njuha, opipa i osjeta ravnoteže. Otvoren je 11. siječnja 2019. godine. Dio je muzejske grupe Museum of Senses, čiji muzeji se nalaze u Pragu i Bukureštu. Prostor je ispunjen mnogim interaktivnim predmetima, glazbenim, svjetlosnim, mirisnim i walk-in instalacijama te predmetima na dodir koji prenose muzejske koncepte na razigran i kreativan način. Prvi je zabavni interpretacijski centar u Hrvatskoj. Prostire se na 400 četvornih metara, u kojem je izloženo tridesetak interaktivnih eksponata. Muzej je podijeljen u pet zona: zone vida, sluha, opipa, ravnoteže i zvuka. Kroz njega se provlače splitski elementi. Smješten je u trgovačkom centru City Center One, Vukovarska 207.